# (5115) Frimout
(5115) Frimout ist ein Asteroid des Hauptgürtels, der am 13. Februar 1988 vom belgischen Astronomen Eric Walter Elst am La-Silla-Observatorium (Sternwarten-Code 809) der Europäischen Südsternwarte in Chile entdeckt wurde.
Der Asteroid ist nach dem belgischen Astronauten Dirk Frimout (* 1941) benannt, der am 24. März 1992 mit der Raumfähre Atlantis im Rahmen der Space-Shuttle-Mission STS-45 als erster Belgier ins All flog.